# Lijst van polders in Hoogheemraadschap Rijnland
Dit is een (incomplete) Lijst van polders in Hoogheemraadschap Rijnland

## Haarlem
| Polder                              |
| ----------------------------------- |
| Broekerpolder                       |
| Hekslootpolder                      |
| Poelpolder                          |
| Roomolenpolder                      |
| Schooterveenpolder                  |
| Spaerndamsche polder                |
| Vereenigde Groote en Kleine polders |
| Veenpolder onder Heemstede          |
| Veerpolder                          |
| Vijfhuizerpolder                    |
| Waarderpolder                       |
| Zuiderpolder                        |

## Haarlemmermeer
- Haarlemmermeerpolder
- Vereenigde Binnenpolder
- Inlaagpolder
- Houtrakpolder

## Velsen
- Velserbroekpolder
- Zuid Spaarndammerpolder
- Polder Buitenhuizen

## Bloemendaal
- Bennebroekerpolder
- Oosteinderpolder